# Federbeindom

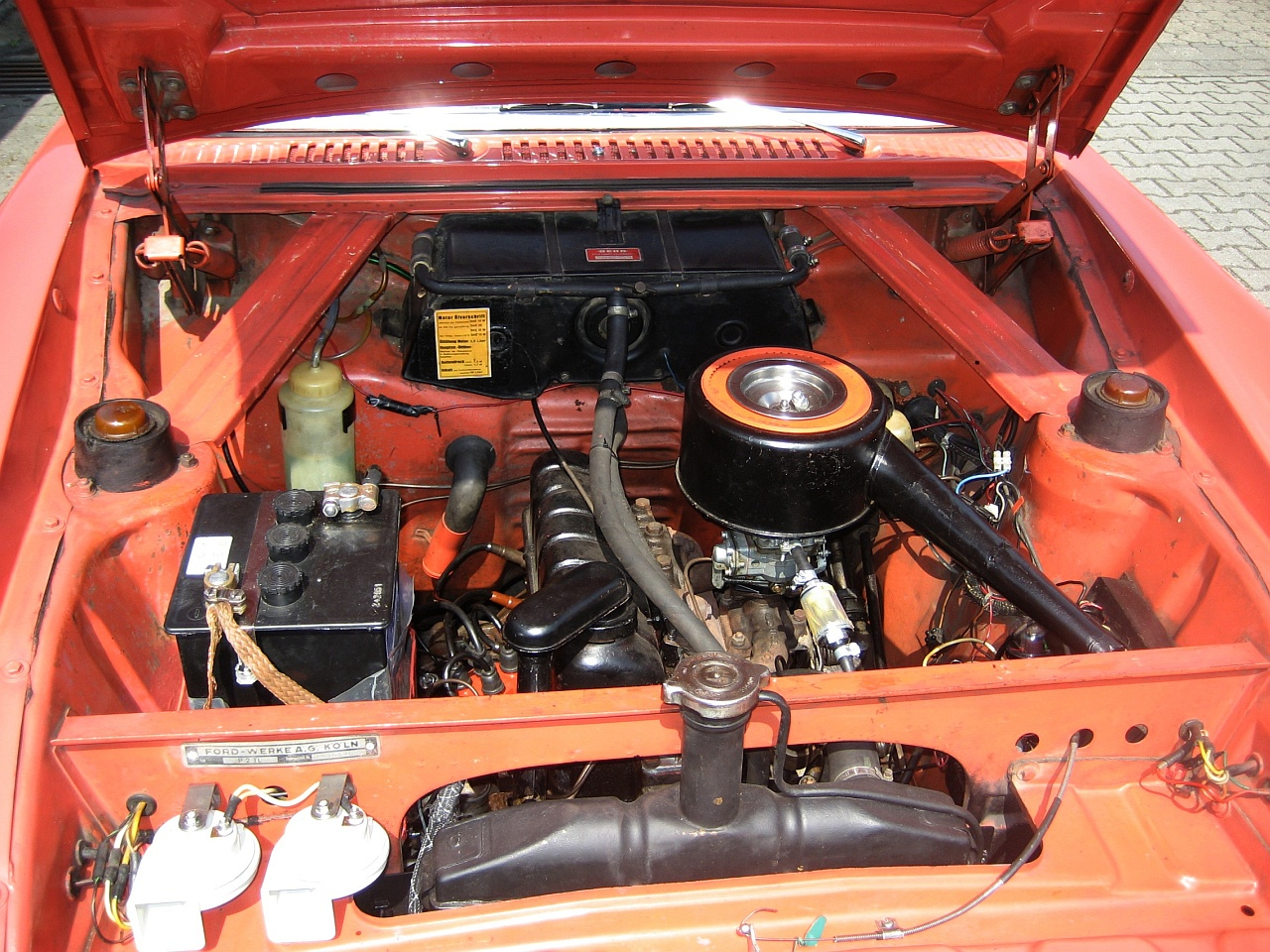
Federbeindome seitlich im Motorraum, mit der Spritzwand verstrebt

Der Federbeindom ist ein Konstruktionselement im Fahrzeugbau und betrifft ausschließlich Fahrzeuge mit selbsttragender Karosserie.

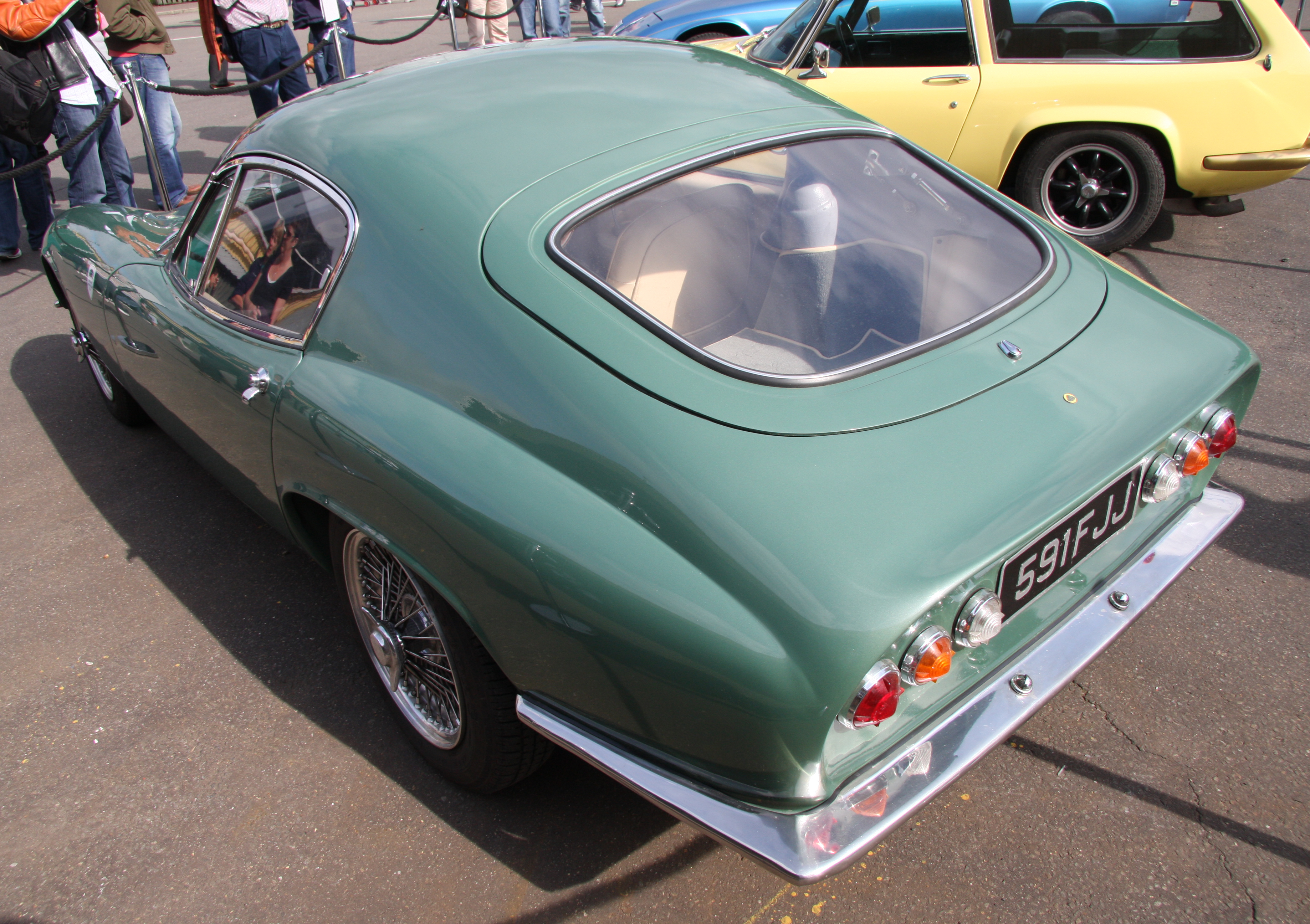
Sportwagen mit weit hochgezogenen Federbeindomen (unter der Heckscheibe zu sehen)

Er ist eine kuppel- bis kegelstumpfförmige, besonders versteifte Auswölbung im Radkasten, in deren Scheitel sich das Lager (das Domlager) für ein Federbein, MacPherson-Federbein oder Dämpferbein befindet. 
Der Federbeindom nimmt statische Kräfte in Form des Karosseriegewichts auf und stützt bei MacPherson-Federbeinen diverse fahrdynamische Kräfte (Drehmomente bei Beschleunigung, Federung, Lenkung) in allen Richtungen ab (bezogen auf die Fahrzeuglängsachse). Er kann zusätzlich als oberer Drehpunkt für eine Lenkung dienen. Diese Konstruktion ist im Autobau weit verbreitet.